# FIVB World Tour 1994/95
De FIVB World Tour 1994/95 vond plaats tussen juli 1994 en maart 1995. De zesde editie van de mondiale beachvolleybalcompetitie telde voor zowel mannen als vrouwen zes toernooien, waaronder de Goodwill Games en vijf Open-toernooien. Bij de mannen werden de Noren Jan Kvalheim en Bjørn Maaseide kampioen en bij de vrouwen ging de eindzege naar het Braziliaanse duo Mônica Rodrigues en Adriana Samuel.

## Kalender
| #  | Plaats          | Categorie      | Geslacht | Datum                 | Prijzengeld |
| -- | --------------- | -------------- | -------- | --------------------- | ----------- |
| 1. | Sint-Petersburg | Goodwill Games | mannen   | 23 – 28 juli 1994     | $100.000    |
| 1. | Sint-Petersburg | Goodwill Games | vrouwen  | 23 – 28 juli 1994     | $50.000     |
| 2. | Marseille       | Open           | mannen   | 26 – 31 juli 1994     | $100.000    |
| 3. | Enoshima        | Open           | mannen   | 4 – 7 augustus 1994   | $100.000    |
| 4. | Osaka           | Open           | vrouwen  | 4 – 7 augustus 1994   | $50.000     |
| 5. | Carolina        | Open           | mannen   | 17 – 21 augustus 1994 | $100.000    |
| 5. | Carolina        | Open           | vrouwen  | 19 – 21 augustus 1994 | $50.000     |
| 6. | Fortaleza       | Open           | mannen   | 1 – 4 september 1994  | $100.000    |
| 7. | Santos          | Open           | vrouwen  | 17 – 20 november 1994 | $50.000     |
| 8. | La Serena       | Open           | vrouwen  | 9 – 12 februari 1995  | $50.000     |
| 9. | Rio de Janeiro  | Open           | mannen   | 16 – 19 februari 1995 | $200.000    |
| 9. | Rio de Janeiro  | Open           | vrouwen  | 2 – 5 maart 1995      | $100.000    |

## Resultaten

### Goodwill Games
Van 23 tot en met 28 juli 1994
| Mannen | Mannen                                    |
| Rang   | Team                                      |
| ------ | ----------------------------------------- |
| 1      | Jan Kvalheim / Bjørn Maaseide             |
| 2      | Carlos Briceno / Jeff Williams            |
| 3      | Sinjin Smith / Bruk Vandeweghe            |
| 4      | Andrew Burdin / Julien Prosser            |
| 5      | Aloizio Claudino / Emanuel Rego           |
| 6      | Jean-Philippe Jodard / Christian Penigaud |
| 7      | Gennadi Tjeremisov / Roesjan Dajanov      |
| 8      | Koichiro Kanno / Kazuyuki Takao           |

| Vrouwen | Vrouwen                             |
| Rang    | Team                                |
| ------- | ----------------------------------- |
| 1       | Karolyn Kirby / Liz Masakayan       |
| 2       | Mônica Rodrigues / Adriana Samuel   |
| 3       | Barbra Fontana / Lori Forsythe      |
| 4       | Isabel Salgado / Roseli Timm        |
| 5       | Natalie Cook / Anita Spring         |
| 6       | Sachiko Fujita / Yukiko Takahashi   |
| 7       | Natalja Beloesova / Marija Kopilova |
| 8       | Simone Kooy / Claire Paterson       |

### Marseille Open
Van 26 tot en met 31 juli 1994
| Mannen | Mannen                                    |
| Rang   | Team                                      |
| ------ | ----------------------------------------- |
| 1      | Jan Kvalheim / Bjørn Maaseide             |
| 2      | Jean-Philippe Jodard / Christian Penigaud |
| 3      | Carlos Briceno / Jeff Williams            |
| 4      | Jörg Ahmann / Axel Hager                  |
| 5      | André Gomes / Carlos Loss                 |
| 5      | Marek Pakosta / Michal Palinek            |
| 7      | Glenn Hamilton / Reid Hamilton            |
| 7      | Sinjin Smith / Bruk Vandeweghe            |

### Enoshima Open
Van 4 tot en met 7 augustus 1994
| Mannen | Mannen                                    |
| Rang   | Team                                      |
| ------ | ----------------------------------------- |
| 1      | Roberto Lopes / Paulão Moreira            |
| 2      | Carlos Briceno / Jeff Williams            |
| 3      | Jan Kvalheim / Bjørn Maaseide             |
| 4      | Eduardo Garrido / Roberto Moreira         |
| 5      | Jean-Philippe Jodard / Christian Penigaud |
| 6      | Aloizio Claudino / Emanuel Rego           |
| 7      | Glenn Hamilton / Reid Hamilton            |
| 8      | Chikashi Kawai / Shoji Setoyama           |

### Osaka Open
Van 4 tot en met 7 augustus 1994
| Vrouwen | Vrouwen                           |
| Rang    | Team                              |
| ------- | --------------------------------- |
| 1       | Barbra Fontana / Lori Forsythe    |
| 2       | Isabel Salgado / Roseli Timm      |
| 3       | Karolyn Kirby / Liz Masakayan     |
| 4       | Sachiko Fujita / Yukiko Takahashi |
| 5       | Adriana Behar / Magda Lima        |
| 6       | Natalie Cook / Anita Spring       |
| 7       | Mônica Rodrigues / Adriana Samuel |
| 8       | Chio Montes / Paula Soto          |

### Carolina Open
Van 17 tot en met 21 augustus 1994
| Mannen | Mannen                                    |
| Rang   | Team                                      |
| ------ | ----------------------------------------- |
| 1      | Roberto Lopes / Paulão Moreira            |
| 2      | Sinjin Smith / Bruk Vandeweghe            |
| 3      | Jean-Philippe Jodard / Christian Penigaud |
| 4      | Eduardo Garrido / Roberto Moreira         |
| 5      | Aloizio Claudino / Emanuel Rego           |
| 5      | Jan Kvalheim / Bjørn Maaseide             |
| 7      | Frank Blasi / Mark Heese                  |
| 7      | John Child / Eddie Drakich                |

| Vrouwen | Vrouwen                                  |
| Rang    | Team                                     |
| ------- | ---------------------------------------- |
| 1       | Gail Castro / Elaine Roque               |
| 2       | Mônica Rodrigues / Adriana Samuel        |
| 3       | Isabel Salgado / Roseli Timm             |
| 4       | Adriana Behar / Magda Lima               |
| 5       | Annette Huygens Tholen / Kerri Pottharst |
| 6       | Natalie Cook / Anita Spring              |
| 7       | Cordula Borger / Beate Paetow            |
| 8       | Yuki Ishizaka / Peko Nakano              |

### Fortaleza Open
Van 1 tot en met 4 augustus 1994
| Mannen | Mannen                                    |
| Rang   | Team                                      |
| ------ | ----------------------------------------- |
| 1      | Roberto Lopes / Franco Neto               |
| 2      | Jan Kvalheim / Bjørn Maaseide             |
| 3      | Rogério Ferreira / Guilherme Marques      |
| 4      | Sinjin Smith / Bruk Vandeweghe            |
| 5      | Zé Marco / Paulo Emilio Silva             |
| 6      | Jean-Philippe Jodard / Christian Penigaud |
| 7      | Eduardo Garrido / Roberto Moreira         |
| 8      | Andrew Burdin / Julien Prosser            |

### Santos Open
Van 17 tot en met 20 november 1994
| Vrouwen | Vrouwen                           |
| Rang    | Team                              |
| ------- | --------------------------------- |
| 1       | Mônica Rodrigues / Adriana Samuel |
| 2       | Karolyn Kirby / Liz Masakayan     |
| 3       | Isabel Salgado / Roseli Timm      |
| 4       | Barbra Fontana / Lori Forsythe    |
| 5       | Renata Castro / Karina Lins       |
| 6       | Gail Castro / Debra Richardson    |
| 7       | Adriana Behar / Magda Lima        |
| 8       | Sachiko Fujita / Yukiko Takahashi |

### La Serena Open
Van 9 tot en met 12 februari 1995
| Vrouwen | Vrouwen                              |
| Rang    | Team                                 |
| ------- | ------------------------------------ |
| 1       | Sandra Pires / Jackie Silva          |
| 2       | Karolyn Kirby / Debra Richardson     |
| 3       | Barbra Fontana / Lori Forsythe       |
| 4       | Lisa Arce / Christine Podraza        |
| 5       | Natalie Cook / Kerri Pottharst       |
| 5       | Gail Castro / Elaine Roque           |
| 7       | Liane Fenwick / Anita Spring         |
| 7       | Annamaria Solazzi / Consuelo Turetta |

### Rio de Janeiro Open
Van 16 tot en met 19 februari en van 2 tot en met 5 maart 1995
| Mannen | Mannen                               |
| Rang   | Team                                 |
| ------ | ------------------------------------ |
| 1      | André Gomes / Carlos Loss            |
| 2      | Zé Marco / Emanuel Rego              |
| 3      | Roberto Lopes / Franco Neto          |
| 4      | Carlos Briceno / Jeff Williams       |
| 5      | Rogério Ferreira / Guilherme Marques |
| 5      | Wilfredo García / Gonzalo Torres     |
| 7      | Martín Conde / Eduardo Martínez      |
| 7      | Miguel Maia / João Brenha            |

| Vrouwen | Vrouwen                           |
| Rang    | Team                              |
| ------- | --------------------------------- |
| 1       | Sandra Pires / Jackie Silva       |
| 2       | Mônica Rodrigues / Adriana Samuel |
| 3       | Karolyn Kirby / Debra Richardson  |
| 4       | Adriana Behar / Magda Lima        |
| 5       | Natalie Cook / Kerri Pottharst    |
| 5       | Gail Castro / Elaine Roque        |
| 7       | Isabel Salgado / Roseli Timm      |
| 7       | Barbra Fontana / Lori Forsythe    |

## Prijzen
| Winnaar FIVB World Tour       | Winnaar FIVB World Tour           |
| Mannen                        | Vrouwen                           |
| ----------------------------- | --------------------------------- |
| Jan Kvalheim / Bjørn Maaseide | Mônica Rodrigues / Adriana Samuel |